# 奚仲增三
天鵝座26，又名BD+49 3158，HD 190147、SAO 49098、HR 7660，是天鵝座的一颗恒星，视星等为5.05，位于銀經84.49，銀緯10.28，其B1900.0坐标为赤經19h 58m 31.8s，赤緯+49° 10.28′ 35″。